# Mauno Markkula
Mauno Jaakko Markkula, född 11 november 1905 i Lappfjärd, död 26 juni 1959 i Helsingfors, var en finländsk målare.
Markkula växte upp i Björkö på Karelska näset. Innan han blev bildkonstnär hade han studerat matematik och fysik samt ägnat sig åt sång och violinspel. Han studerade 1936–1942 vid Finska konstföreningens ritskola och ställde ut första gången 1939. Återkommande motiv i hans expressionistiskt präglade konstnärskap var kyrkspiror, torn, träd, telefonstolpar, havslandskap, solnedgångar och segelfartyg.
En retrospektiv utställning av Markkulas konst hölls i Helsingfors konsthall 1945; en stor utställning av hans måleri arrangerades 2000 i Helsingfors stads konstmuseum. Han är representerad bland annat på Finlands nationalgalleri.